# Antonio Fuoco
Antonio Fuoco, né le 20 mai 1996 à Cariati, est un pilote automobile italien.
Il fait partie de l'équipage qui a gagné la  92e édition des 24 Heures du Mans en 2024, sur une Ferrari 499P.

## Biographie

### Débuts en monoplace en Formule Renault (2013)
Antonio Fuoco commence le karting à l'âge de quatre ans et décroche de nombreux titres. Devenu membre de la Ferrari Driver Academy, il passe à la monoplace en 2013 chez Prema Powerteam et est sacré champion de Formula Renault 2.0 Alps devant son compatriote Luca Ghiotto après avoir gagné les courses italiennes. 

### Progression en Formule 3 (2014)
L'année suivante, il s'engage en championnat d'Europe de Formule 3 2014 toujours avec Prema Il termine cinquième du championnat avec deux victoires et 10 podiums. Il prend également part au Florida Winter Series où il fait un carton et termine champion de la série avec quatre victoires et sept podiums.

### GP3 Series et essais avec la Scuderia Ferrari (2015-2016)

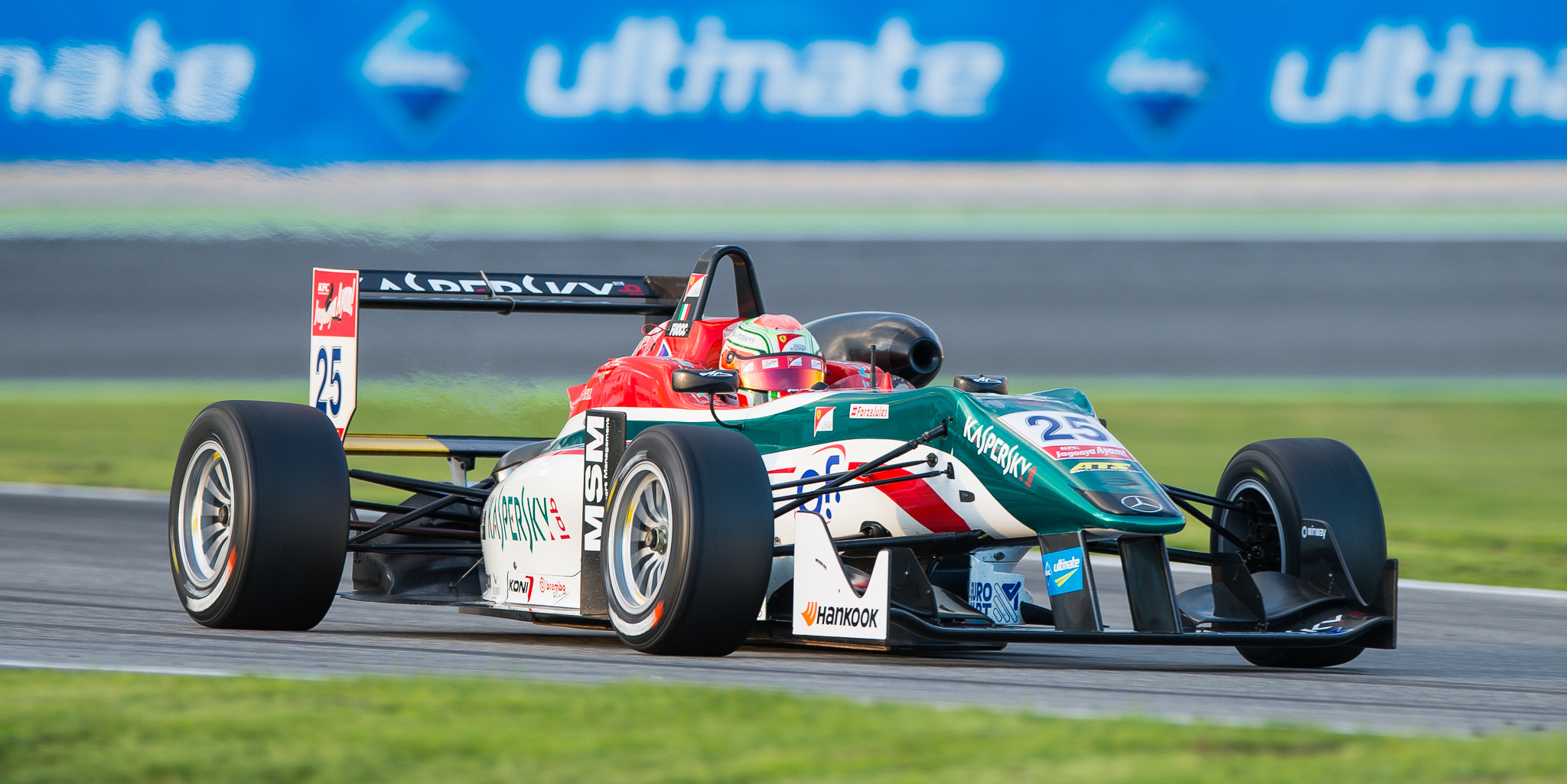
Antonio Fuoco sur le Hockenheimring en Formule 3 européenne en 2014.

Il s'engage ensuite en GP3 Series avec Carlin Il monte deux fois sur le podium et termine sixième du championnat. Dans le même temps, il fait ses premiers essais en Formule 1 sur le circuit de Spielberg au volant de la Ferrari SF15-T. En 2016, avec sa nouvelle écurie Trident, il se bat pour le titre en GP3 Series mais ne termine que troisième malgré deux victoires et huit podiums. Il fait de nouveaux essais pour la Scuderia Ferrari cette même année avant d'intégrer la Ferrari Driver Academy où il y restera jusqu'en décembre 2018. Il est remplacé par Mick Schumacher dès l'année suivante mais en échange il est nommé pilote de simulateur pour la Scuderia Ferrari.

### Ascension vers la Formule 2 (2017-2018)

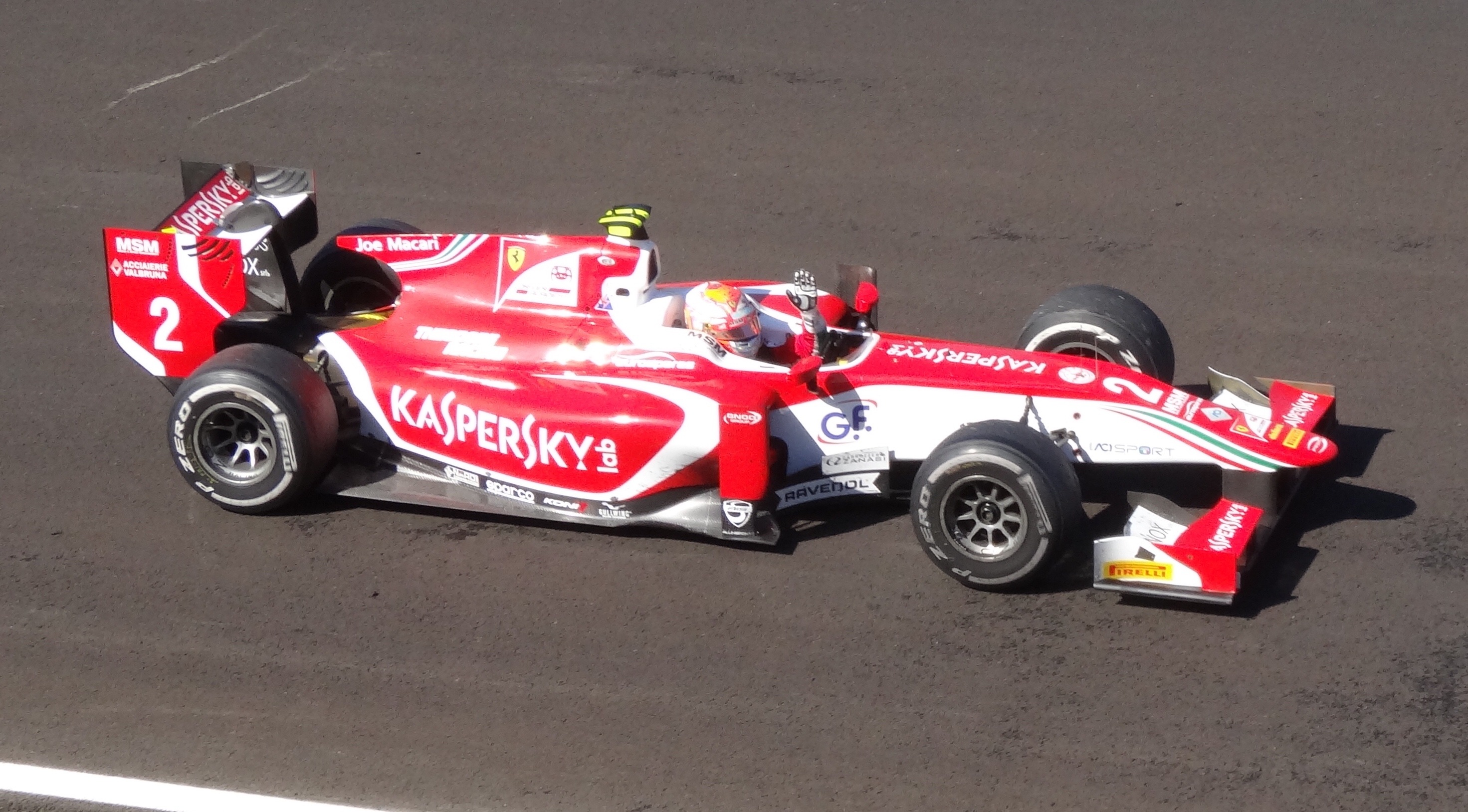
Antonio Fuoco à Monza en 2017.

En 2017, il est promu en Formule 2 chez Prema Powerteam où il fait équipe avec Charles Leclerc. Il décroche une victoire à Monza, monte cinq fois sur le podium et termine huitième du championnat. L'année suivante il change d'écurie et passe chez Charouz Racing System où il gagne à Monaco et à Yas Marina et signe six podiums. Il termine septième du championnat.

### Formule E et orientation en GT (2019-2020)
Sans volant en Formule 2 pour 2019, Fuoco participe en octobre 2018 aux essais de pré-saison en Formule E avec l'écurie américaine GEOX Dragon. Il est par la suite nommé pilote d'essais et de réserve dans l'écurie où il participe en janvier 2019 aux essais des pilotes "rookies" sur le circuit de Marrakech. Il y réalise le troisième temps du classement général.
En 2019, il participe au championnat d'Italie de GT avec l'écurie AF Corse. Il domine la saison en remportant 6 victoires, réalisant 4 pole positions et 3 meilleurs tours et montant 7 fois sur le podium. Il remporte le championnat avec 120 points inscrits. Il dispute également une course sprint avec la Scuderia Baldini où il remporte une autre victoire. En 2019, il prend part aux 4 Heures de Shanghai du championnat Asian Le Mans Series avec l'écurie japonaise Car Guy Racing dans la catégorie GT. Il se classe seizième de sa catégorie avec 10 points.
En 2020, il participe a la quatrième course du GT World Challenge Europe Endurance Cup avec l'équipe SMP Racing au Circuit Paul-Ricard ; il part en pole position de la catégorie Pro mais ne termine que septième.

### Participation complète en GT World Challenge Europe Endurance Cup (2021)
En 2021, Antonio Fuoco participe a une saison complète du GT World Challenge Europe Endurance Cup avec l'équipe Iron Lynx ; il aura comme coéquipiers Callum Ilott et Davide Rigon a bord de la Ferrari 488 GT3 Evo 2020.

## Résultats en monoplace et en championnat d'Italie de GT
| Saison    | Championnat                                      | Écurie                          | Courses           | Victoires         | Pole positions    | Meilleurs tours   | Podiums           | Points            | Classement        |
| --------- | ------------------------------------------------ | ------------------------------- | ----------------- | ----------------- | ----------------- | ----------------- | ----------------- | ----------------- | ----------------- |
| 2013      | Eurocup Formula Renault 2.0                      | Prema Powerteam                 | 2                 | 0                 | 1                 | 0                 | 0                 | N/A               | N.C               |
| 2013      | Formula Renault 2.0 Alps                         | Prema Powerteam                 | 14                | 6                 | 5                 | 5                 | 11                | 245               | Champion          |
| 2014      | Championnat d'Europe de Formule 3                | Prema Powerteam                 | 32                | 2                 | 0                 | 2                 | 10                | 255               | 5e                |
| 2014      | Florida Winter Series (en)                       | écurie inconnue                 | 12                | 4                 | 3                 | 3                 | 7                 | N/A               | Champion          |
| 2015      | GP3 Series                                       | Carlin                          | 18                | 0                 | 0                 | 0                 | 2                 | 88                | 6e                |
| 2016      | GP3 Series                                       | Trident Racing                  | 18                | 2                 | 0                 | 0                 | 8                 | 157               | 3e                |
| 2017      | Formule 2                                        | Prema Racing                    | 22                | 1                 | 0                 | 1                 | 5                 | 98                | 8e                |
| 2018      | Formule 2                                        | Charouz Racing                  | 23                | 2                 | 0                 | 1                 | 6                 | 141               | 7e                |
| 2018-2019 | Formule E                                        | GEOX Dragon                     | Pilote de réserve | Pilote de réserve | Pilote de réserve | Pilote de réserve | Pilote de réserve | Pilote de réserve | Pilote de réserve |
| 2019      | Championnat d'Italie de GT Sprint                | Scuderia Baldini                | 1                 | 1                 | 0                 | 0                 | 1                 | N/A               | N.C               |
| 2019      | Championnat d'Italie de GT                       | AF Corse                        | 8                 | 6                 | 4                 | 3                 | 7                 | 120               | Champion          |
| 2019-2020 | Asian Le Mans Series - GT                        | Car Guy Racing                  | 1                 | 0                 | 0                 | 0                 | 0                 | 10                | 16e               |
| 2020      | GT World Challenge Europe Endurence Cup          | SMP Racing                      | 1                 | 0                 | 1                 | 0                 | 0                 | 7                 | 20e               |
| 2020      | Formule 1                                        | Scuderia Ferrari                | Pilote de réserve | Pilote de réserve | Pilote de réserve | Pilote de réserve | Pilote de réserve | Pilote de réserve | Pilote de réserve |
| 2021      | Championnat du monde d'endurance FIA - LMGTE Am  | Cetilar Racing                  | 6                 | 1                 | 1                 | 1                 | 2                 | 75                | 5e                |
| 2021      | IMSA SportsCar Championship - LMP2               | Cetilar Racing                  | 1                 | 0                 | 0                 | 0                 | 0                 | 0                 | N.C               |
| 2021      | 24h du Mans - LMGTE Am                           | Cetilar Racing                  | 1                 | 0                 | 0                 | 0                 | 0                 | N/A               | DNF               |
| 2021      | GT World Challenge Europe Endurance Cup          | Iron Lynx                       | 5                 | 0                 | 0                 | 1                 | 0                 | 27                | 11e               |
| 2021      | Intercontinental GT Challenge                    | Iron Lynx Motorsport Lab        | 1                 | 0                 | 0                 | 0                 | 0                 | 0                 | N.C               |
| 2021      | Intercontinental GT Challenge                    | AF Corse - Francorchamps Motors | 2                 | 0                 | 0                 | 0                 | 0                 | 0                 | N.C               |
| 2021      | Formule 1                                        | Scuderia Ferrari                | Pilote de réserve | Pilote de réserve | Pilote de réserve | Pilote de réserve | Pilote de réserve | Pilote de réserve | Pilote de réserve |
| 2022      | Championnat du monde d'endurance FIA - LMGTE Pro | AF Corse                        | 6                 | 1                 | 0                 | 1                 | 5                 | 131               | 3e                |
| 2022      | 24h du Mans - LMGTE Pro                          | AF Corse                        | 1                 | 0                 | 0                 | 0                 | 1                 | N/A               | 3e                |
| 2022      | IMSA SportsCar Championship - GTD                | Cetilar Racing                  | 3                 | 1                 | 0                 | 2                 | 1                 | 870               | 28e               |
| 2022      | GT World Challenge Europe Endurance Cup          | Iron Lynx                       | 5                 | 1                 | 2                 | 0                 | 3                 | 87                | 2e                |
| 2022      | Intercontinental GT Challenge                    | Iron Lynx                       | 1                 | 0                 | 0                 | 0                 | 1                 | 58                | 3e                |
| 2022      | Intercontinental GT Challenge                    | AF Corse - Francorchamps        | 2                 | 1                 | 0                 | 0                 | 2                 | 58                | 3e                |
| 2022      | Formule 1                                        | Scuderia Ferrari                | Pilote de réserve | Pilote de réserve | Pilote de réserve | Pilote de réserve | Pilote de réserve | Pilote de réserve | Pilote de réserve |
| 2023      | Championnat du monde d'endurance FIA - Hypercar  | Ferrari AF Corse                | 7                 | 0                 | 2                 | 1                 | 4                 | 120               | 3e                |
| 2023      | 24h du Mans - Hypercar                           | Ferrari AF Corse                | 1                 | 0                 | 1                 | 1                 | 0                 | N/A               | 5e                |
| 2023      | GT World Challenge Europe Endurance Cup          | AF Corse                        | 5                 | 0                 | 0                 | 0                 | 1                 | 33                | 9e                |
| 2023      | IMSA SportsCar Championship - GTD                | Cetilar Racing                  | 4                 | 0                 | 0                 | 0                 | 0                 | 637               | 38e               |
| 2023      | Formule 1                                        | Scuderia Ferrari                | Pilote de réserve | Pilote de réserve | Pilote de réserve | Pilote de réserve | Pilote de réserve | Pilote de réserve | Pilote de réserve |
| 2024      | Championnat du monde d'endurance FIA - Hypercar  | Ferrari AF Corse                | 8                 | 1                 | 1                 | 1                 | 3                 | 115               | 2e                |
| 2024      | 24h du Mans - Hypercar                           | Ferrari AF Corse                | 1                 | 1                 | 0                 | 0                 | 1                 | 50                | Champion          |
| 2024      | IMSA SportsCar Championship - GTD                | Cetilar Racing                  | 5                 | 0                 | 1                 | 0                 | 1                 | 1183              | 29th              |
| 2024      | Coupe du Monde FIA GT                            | AF Corse                        | 1                 | 0                 | 0                 | 0                 | 0                 | N/A               | 4e                |

## Résultats enAsian Le Mans Series
| Année     | Écurie         | Châssis         | Moteur                        | Classe | 1     | 2   | 3   | 4   | Position | Points |
| --------- | -------------- | --------------- | ----------------------------- | ------ | ----- | --- | --- | --- | -------- | ------ |
| 2019-2020 | Car Guy Racing | Ferrari 488 GT3 | Ferrari F154CB V8 Turbo 3,9 l | GT3    | SHA 5 | BEN | SEP | CHA | 16e      | 10     |

## Résultats enGT World Challenge Europe Endurance Cup
| Année | Écurie     | Châssis                  | Moteur           | Classe | 1     | 2     | 3       | 4       | 5      | Position | Points |
| ----- | ---------- | ------------------------ | ---------------- | ------ | ----- | ----- | ------- | ------- | ------ | -------- | ------ |
| 2020  | SMP Racing | Ferrari 488 GT3 Evo 2020 | Ferrari V8 Turbo | GT Pro | IMO   | NUR   | SPA     | LEC 7   |        | 20e      | 7      |
| 2021  | Iron Lynx  | Ferrari 488 GT3 Evo 2020 | Ferrari V8 Turbo | GT Pro | MON 4 | LEC 4 | SPA Ret | NUR 38  | BAR 39 | 11e      | 27     |
| 2022  | Iron Lynx  | Ferrari 488 GT3 Evo 2020 | Ferrari V8 Turbo | GT Pro | IMO 8 | LEC 1 | SPA 3   | HOC Ret | BAR 2  | 2e       | 87     |

## Résultats enWeatherTech SportsCar Championship
| Année | Écurie         | Châssis      | Moteur                              | Classe | 1      | 2   | 3   | 4   | 5   | 6   | 7   | Position | Points |
| ----- | -------------- | ------------ | ----------------------------------- | ------ | ------ | --- | --- | --- | --- | --- | --- | -------- | ------ |
| 2021  | Cetilar Racing | Dallara P217 | Gibson GK428 V8 atmosphérique 4,2 l | LMP2   | DAY 6‡ | SEB | DET | WGL | ELK | LGA | PET | 6e       | 11     |

‡ : Les points ne compte que pour le classement Michelin Endurance Cup, et non le classement général de la LMP2.